# Labbro inferiore
Il labbro inferiore o labium, in entomologia, è un'appendice dispari dell'apparato boccale degli Insetti. Secondo alcuni autori deriva dalla differenziazione del terzo somite dello gnatocefalo . Morfologicamente rappresenta il quarto paio delle appendici boccali (dopo le mascelle ).

## Illabiumnell'apparato boccale tipo
Nell'apparato boccale masticatore tipo, il labbro inferiore si presenta come un'appendice segmentata che chiude posteriormente l'apertura boccale. L'affinità strutturale con le mascelle fa ipotizzare che derivi dalla fusione di un secondo paio di mascelle .
In genere si presenta formato da due segmenti, uno prossimale e uno distale, detti rispettivamente postlabio e prelabio. Il primo è articolato al margine dell'apertura boccale (ipostoma) ed è in genere fisso. Il secondo è mobile e in alcuni gruppi sistematici suddiviso, a sua volta, in due segmenti articolati, detti rispettivamente submento (prossimale) e mento (distale); in assenza di suddivisione il prelabio è detto anche premento.
Il premento (o prelabio) termina distalmente con due paia di lobi: i due lobi esterni sono detti paraglosse, i due interni glosse. In alcuni insetti le glosse si fondono a formare una struttura detta ligula. Ai lati del premento si articolano i palpi labiali, appendici segmentate composte da uno o più articoli.